# アノマロケリス
アノマロケリス（学名：Anomalochelys）は、白亜紀後期の約9,500万年前に生息した陸生のカメ。爬虫綱 - カメ目 - 潜頚亜目 - ナンシュンケリス科。学名は「奇妙なカメ」の意。

## 形態
甲長約70センチメートル。発見されたのは甲羅のみであった。頭部の両脇の部分が前方へと棘状に突き出た特異な姿であり、学名もそれに由来している。近縁種であるナンシュンケリスの特徴から、その棘の間にすっぽりとはまる様な大きな頭を持っていたと思われる。潜頸亜目に属してはいるものの、頭を甲羅に引っ込める事は出来ず、棘はその代価手段として頭部を保護するために発達したと思われる。

## 分布
北海道穂別町（現むかわ町）の蝦夷層群から化石が出土。近縁種が東アジアや北アメリカから発見されている。